# Göran
Göran ist als eine mittelalterliche schwedische Form von Georg ein häufig vergebener schwedischer männlicher Vorname. Die korrekte Aussprache erfolgt mit einem „J“. Deshalb ist als alternative Schreibweise auch Jöran gebräuchlich.

## Namensträger
- Göran Åberg (1948–2001), schwedischer Fußballspieler und -trainer
- Göran Bror Benny Andersson (* 1946), schwedischer Komponist, Mitglied der Gruppe ABBA
- Göran Ax (1943–2018), schwedischer Segelflieger
- Göran Bjerendal (* 1951), schwedischer Bogenschütze
- Göran Boije († 1615), schwedischer Feldmarschall
- Göran Carlsson (* um 1968), schwedischer Badmintonspieler
- Göran Claeson (* 1945), schwedischer Eisschnellläufer
- Göran Edman (* 1956), schwedischer Rock-Sänger und Komponist
- Göran Göransson (Fußballspieler) (* 1956), schwedischer Fußballspieler und -trainer
- Göran Fredrik Göransson (1819–1900), schwedischer Unternehmer und Gründer der Stadt Sandviken
- Göran Göransson Gyllenstierna (1601–1646), schwedischer Admiral
- Göran Hallberg (* 1959), schwedischer Kameramann und Fotograf
- Göran Högosta (* 1954), schwedischer Eishockeytorwart
- Göran Kauermann (* 1965), deutscher Statistiker
- Göran Kropp (1966–2002), schwedischer Extrembergsteiger
- Göran Lindblad (Schriftsteller) (1894–1930), schwedischer Schriftsteller und Literaturhistoriker
- Göran Lindblad (Physiker) (1940–2022), schwedischer Physiker
- Göran Lindblad (Politiker) (* 1950), schwedischer Politiker (Moderata samlingspartiet)
- Göran Malmqvist (1924–2019), schwedischer Sprachwissenschaftler
- Göran Marklund (* 1975), schwedischer Fußballspieler
- Göran Nilsson (Kameramann) (1946–2012), schwedischer Filmemacher
- Göran Nilsson Gyllenstierna (1575–1618), schwedischer Reichsadmiral
- Göran Nordahl (1928–2019), schwedischer Fußballspieler
- Göran Persson (* 1949), schwedischer Politiker und Ministerpräsident
- Göran Schildt (1917–2009), finnlandschwedischer Autor und Kunsthistoriker
- Göran Silfverhielm (1681–1737), schwedischer Feldmarschall
- Göran Söllscher (* 1955), schwedischer klassischer Gitarrist
- Göran Sonnevi (* 1939), schwedischer Lyriker und Übersetzer
- Göran Sperling (1630–1691), schwedischer Feldmarschall
- Göran Strandberg (* 1949), schwedischer Jazz-Pianist, Komponist und Arrangeur
- Göran Strindberg (1917–1991), schwedischer Kameramann
- Göran Tunström (1937–2000), schwedischer Schriftsteller
- Göran Wahlenberg (1780–1851), schwedischer Botaniker
- Göran Wahlqvist (* 1937), schwedischer Badmintonspieler